# Álvaro Soares de Melo (engenheiro)
Se procura o militar e político homónimo, veja Álvaro Soares de Melo.
Álvaro Soares de Melo (Horta, 10 de Março de 1934 - ) é um engenheiro agrónomo.
Esteve ligado à CDE na fase final do Estado Novo. Aderiu ao MDP/CDE depois do 25 de Abril de 1974. Foi presidente da Comissão Administrativa da Junta Geral do Distrito Autónomo de Ponta Delgada, de 10 de Setembro de 1974 a 31 de Maio de 1975. Procurou desenvolver uma lei do arrendamento rural mais justa. Deixou o cargo por ter recebido um convite do Ministério da Agricultura. Esteve ligado ao MDP/CDE até o partido cessar a sua actividade em 1992.